# لي ويكسنر
ليزلي هربرت ويكسنر (من مواليد 8 سبتمبر 1937) هو رجل أعمال ملياردير أمريكي، والمؤسس المشارك والرئيس الفخري لشركة باث اند بودي وركس، المحدودة (المعروفة سابقًا باسم العلامات التجارية المحدودة).
واحتفظ ويكسنر بجيفري إبستين كمدير مالي له من عام 1987 إلى عام 2007 وكان في البداية "العميل الرئيسي" لشركة إدارة الأموال التابعة لإيبستين، وفقًا لبلومبرج. أدار إبستاين أعماله من منزل كان يملكه ويكسنر وكان يقيم فيه أحيانًا أثناء عمله كمستشار لشركة فيكتوريا سيكريت.

## الحياة المبكرة والتعليم
وُلِد ويكسنر في دايتون، أوهايو، في 8 سبتمبر 1937، لوالديه بيلا ني كاباكوف (1908-2001) وهاري لويس ويكسنر (1899-1975). كان والديه من أصل يهودي روسي. وُلِد والده في روسيا وُلدت والدته في ويليامزبيرج، بروكلين. انتقلت إلى كولومبوس، أوهايو عندما كانت طفلة صغيرة. لدى ويكسنر أخت أصغر سناً، سوزان.
التحق ويكسنر بمدرسة بيكسلي الثانوية وجامعة ولاية أوهايو. أعرب في البداية عن اهتمامه بالهندسة المعمارية لكنه تخرج في عام 1959 بتخصص في إدارة الأعمال. أثناء دراسته في جامعة ولاية أوهايو، انضم إلى أخوية سيجما ألفا مو. خدم ويكسنر في الحرس الوطني الجوي. حضر لفترة وجيزة كلية موريتز للقانون.

## حياة مهنية
بدأ ويكسنر مسيرته المهنية في مجال البيع بالتجزئة من خلال العمل في متجر الملابس الذي يملكه والديه، "ليزلي"، والذي سُمي باسمه. وفقًا لويكسنر، فقد بدأ العمل في متجر والديه حتى يتمكنا من أخذ إجازة. قام ويكسنر بتحليل المبيعات والمخزون، وتحديد العناصر الأكثر ربحية والأقل ربحية. عندما رفض والده تعديل المخزون، قرر ويكسنر فتح متجره الخاص.
في عام 1963، أقرضته عمة ويكسنر 5000 دولار أمريكي، فجمعها مع قرض مماثل من أحد البنوك من أجل بدء شركة العلامات التجارية المحدودة. أخذ المتجر اسمه من تركيزه على البضائع ذات الأسعار المعتدلة، مثل التنانير والسترات والقمصان، والتي كانت تُباع بسرعة وتولد إيرادات بسرعة. افتتح ويكسنر أول متجر في 10 أغسطس 1963، في مركز تسوق كينجسديل في أبر أرلينجتون، أوهايو، إحدى ضواحي كولومبوس. بعد مرور عام واحد، أغلق والدا ويكسنر متجرهما وانضما إلى ابنهما في إدارة شركة العلامات التجارية المحدودة. افتتح متجره المحدود الثاني في أغسطس 1964. قام بطرح شركة Limited Brands للاكتتاب العام في عام 1969، وتم إدراجها كشركة LTD في بورصة نيويورك.
عمل ألفريد تاوبمان كمرشد لويكسنر، بدءًا من منتصف الستينيات، وتعاون الاثنان في العديد من الصفقات التي تتعلق بمراكز التسوق التابعة لتاوبمان.
قام لي بتوسيع العلامات التجارية المحدودة بشكل كبير في السبعينيات، حيث افتتح المتجر رقم 100 في عام 1976. لقد تحمل ديونًا كبيرة في عام 1978 لشراء شركة الاستيراد والتصنيع Mast Industries، والتي وفرت له مزايا تجارية أساسية على المنافسين.
في ثمانينيات القرن العشرين، ضاعف ويكسنر حصصه في تجارة التجزئة من خلال شراء شركات أخرى وأصبح معروفًا باعتباره مالكًا رئيسيًا لتجارة التجزئة في مراكز التسوق في أمريكا. ومن أبرز أعماله استحواذه على شركة الملابس الداخلية فيكتوريا سيكريت في عام 1982. بدأت شركة فيكتوريا سيكريت كمشروع ماجستير إدارة الأعمال لخريج جامعة ستانفورد روي رايموند، وقد جذبت اهتمام ويكسنر بسبب البضائع الفريدة عالية الجودة والديكورات التي تعود إلى العصر الفيكتوري للمتجر والتي تضمنت أرائك مخملية حمراء. وصف ويكسنر رايموند بأنه "حذر للغاية"، قائلًا: "عندما قابلته، كان الأمر كما لو أنه التقى بالشيطان". بعد ستة أشهر، عندما كان رايموند يواجه الإفلاس، اتصل بويكسنر وعرض عليه بيع فيكتوريا سيكريت. اشترى ويكسنر الشركة بمبلغ مليون دولار، وبحلول عام 1992 بلغت قيمتها التقديرية مليار دولار. بعد أن تولى ويكسنر الملكية، أصبحت فيكتوريا سيكريت معروفة على نطاق واسع بتسويق منتجاتها باستخدام عارضات الأزياء المميزات في عرض أزياء سنوي، بإشراف إد رازيك. بحلول عام 2015، بدأت المبيعات في الانخفاض وكان عام 2018 هو العام الأخير لعرض أزياء فيكتوريا سيكريت.
في عام 1993، قام ويكسنر بتعيين لين شليزنجر، أستاذ في كلية هارفارد للأعمال، والذي عينه لاحقًا مديرًا للشركة، لتقديم المشورة له.
على مر السنين، أسس ويكسنر شركة إل براندز، وهي شركة تجزئة وتسويق تضم فيكتوريا سيكريت، وبينك (فيكتوريا سيكريت للمراهقين)، وباث آند بودي ووركس، وهنري بيندل، وذا وايت بارن كاندل كومباني، ولا سينزا. ومن بين العلامات التجارية السابقة التي تم فصلها لين براينت، وأبركرومبي آند فيتش، وليرنر نيويورك، وذا ليمتد تو (التي أصبحت الآن توين براندز، إنك)، وستركشن 9، وأورا ساينس، وذا ليمتد (التي أغلقت متاجرها التقليدية مع الاحتفاظ بحضورها على الإنترنت)، وإكسبريس (التي أغلقت متاجرها الكندية ومئات متاجرها في الولايات المتحدة).
في عام 2012، وصفت سي إن إن موني ويكسنر بأنه الرئيس التنفيذي الأطول خدمة في إحدى شركات فورتشين 500 كان ضمن أفضل 100 رئيس تنفيذي أداءً في العالم وفقًا لمجلة هارفارد بيزنس ريفيو، واحتل المرتبة 11 في عام 2015، والمرتبة 34 في عام 2016.  في فبراير 2020، أعلن ويكسنر أنه سينتقل من منصب الرئيس التنفيذي لشركة باث اند بودي وركس، المحدودة إلى منصب رئيس مجلس الإدارة الفخري.

### جمعية جيفري ابستاين
قام ويكسنر بتعيين جيفري إبستاين كمدير مالي له من عام 1987 إلى عام 2007. كان هو العميل الرئيسي لشركة إبستاين، التي ادعى أنها تعمل فقط مع العملاء الذين تبلغ قيمتهم الصافية مليار دولار أمريكي أو أكثر. اشترى ويكسنر ممتلكاته في نيويورك، منزل هربرت ن. شتراوس، في عام 1989 وباعه إلى إبستاين في منتصف التسعينيات بعد زواج ويكسنر من أبيجيل. في يوليو 1991، منح ويكسنر إبستاين توكيلًا رسميًا وعينه أيضًا أمينًا على مجلس إدارة مؤسسة ويكسنر.

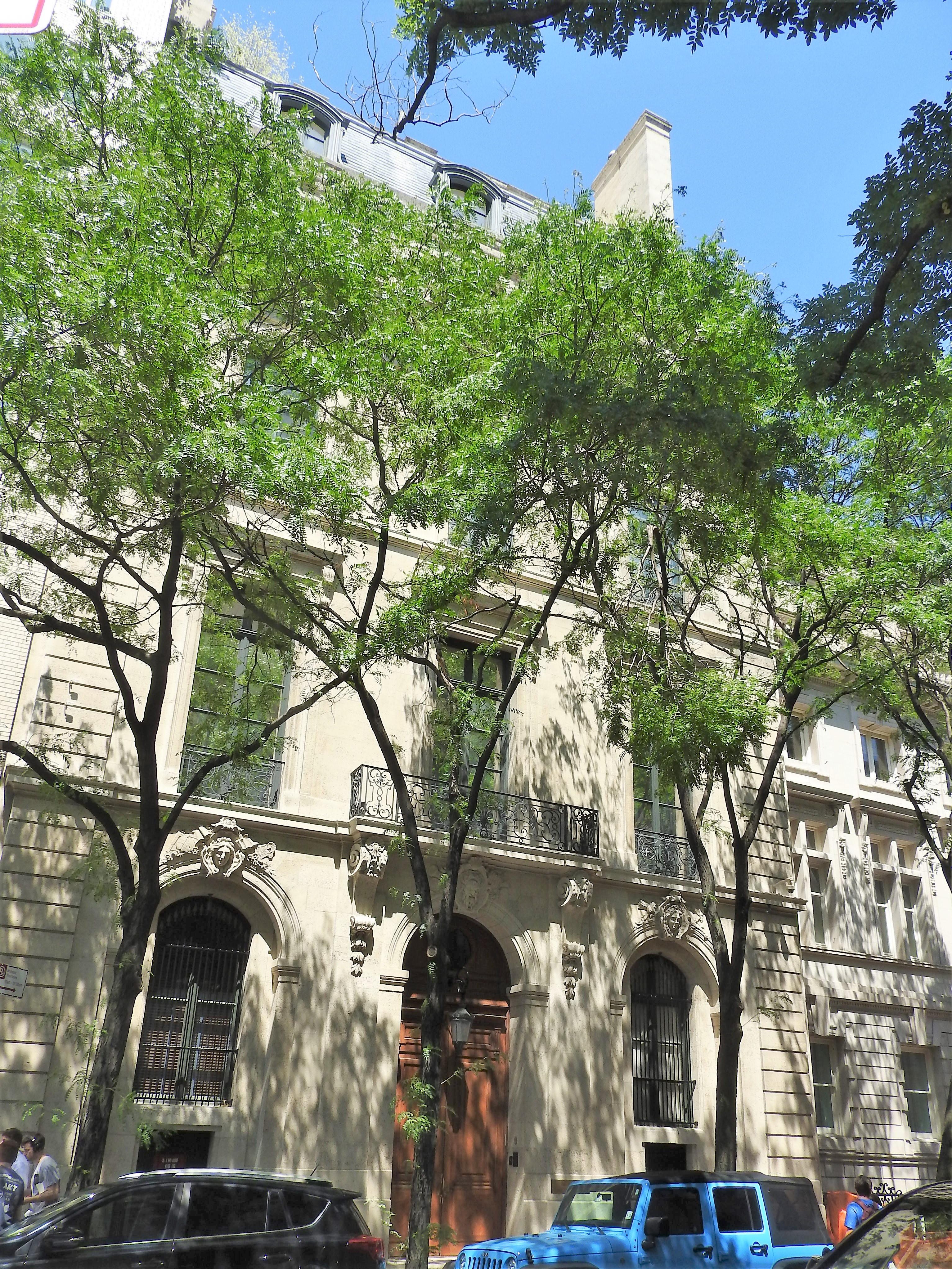
منزل هربرت ن. شتراوس في الجانب الشرقي العلوي

اتُهم ويكسنر بالفشل في اتخاذ إجراء عندما تم رفع شكاوى ضد إبستين، بعد أن أفاد مسؤولون تنفيذيون في شركة إل براندز (في منتصف التسعينيات) أن إبستين كان يسيء استخدام سلطته واتصاله بويكسنر من خلال التظاهر بأنه مسؤول عن توظيف عارضات فيكتوريا سيكريت. اتصلت ماريا فارمر بالسلطات المحلية والفيدرالية بشأن الاعتداء الذي تعرضت له على يد إبستين وجيسلين ماكسويل أثناء عملها كفنانة مقيمة في ممتلكات ويكسنر في أوهايو عام 1996. في غضون عام من شكوى فارمر، قدمت الممثلة أليشيا أردن تقريرًا للشرطة في لوس أنجلوس يوضح أن إبستاين تظاهر بأنه مجند لشركة فيكتوريا سيكريت قبل اعتداء مزعوم آخر.
في أوائل عام 2006، وجهت إلى إبستاين في فلوريدا تهم "التحرش الجنسي وممارسة نشاط جنسي غير قانوني مع قاصر". وذكرت صحيفة نيويورك تايمز أنه بعد 18 شهرًا من توجيه الاتهامات، قطع ويكسنر علاقاته مع إبستين.
في أغسطس 2019، بعد سجن إبستين للمرة الثانية وقبل وفاته، خاطب ويكسنر مؤسسة ويكسنر، وأصدر بيانًا مكتوبًا يفيد بأن مستشاره المالي السابق، جيفري إبستين، "اختلس مبالغ ضخمة من المال" منه ومن عائلته. استعان ويكسنر بخدمات محامية الدفاع الجنائي في مكتب ديبويز آند بليمبتون والمدعية العامة السابقة للولايات المتحدة في المنطقة الجنوبية من نيويورك ماري جو وايت.
واجهت ويكسنر تدقيقًا عامًا إضافيًا في أواخر عام 2019 وأوائل عام 2020، عندما دعت مجموعة من المصارعين الناجين من فضيحة الاعتداء في جامعة ولاية أوهايو علنًا المسؤولين الحكوميين والفيدراليين لإجراء مزيد من التحقيق في مزاعم ماريا فارمر بالاعتداء الجنسي في ممتلكات ويكسنر. وطالب المصارعون بمحاسبة عائلة ويكسنر على تورطها المزعوم في إساءة معاملة إبستين وأثاروا قضية النفوذ المستمر لأبيجيل وليزلي ويكسنر باعتبارهما "أكبر وأشهر المحسنين" للجامعة.
في 14 يناير 2021، قدم مساهمو شركة أل براندز شكوى إلى محكمة ديلاوير، مشيرين إلى أن ويكسنر، من بين آخرين، خلق "ثقافة راسخة من كراهية النساء والتنمر والمضايقة"، وكان على علم بالانتهاكات التي ارتكبها جيفري إبستين، والتي انتهكت واجب ويكسنر الائتماني تجاه الشركة وقلل من قيمة العلامة التجارية. وتضمنت الشكوى أيضًا أسماء زوجة ويكسنر، رئيسة مجلس الإدارة الحالية سارة إي. ناش، ومسؤول التسويق السابق إد رازيك، الذي سُمح بسلوكه "السيء المعروف على نطاق واسع" في الشركة.

## في وسائل الإعلام
تم نشر نبذة عنه في مجلة نيويورك في أغسطس 1985، حيث شعر أنه يمتلك ديبوك، وهي روح من الفولكلور اليهودي. قال إن الروح كانت تدفعه باستمرار إلى النجاح، وأنها كانت تشبهه هو نفسه.
في عام 2022، تم ذكر ويكسنر في أغنية البوب " فيكتوريا سيكريت "، للاستفادة من النساء والمساهمة في المثل العليا لأجسادهن السامة. عندما تغني جاكس "أنا أعرف فيكتوريا سيكريت، وفتاة، لن تصدقي. إنها رجل عجوز يعيش في أوهايو ويكسب المال من فتيات مثلي"، فهي تشير إلى ويكسنر.
كانت علاقة ويكسنر مع إبستاين أحد مواضيع الفيلم الوثائقي فيكتوريا سيكريت: الملائكة والشياطين الذي عرض على هولو عام 2022.

## الأعمال الخيرية
في عام 1989، كان ويكسنر ووالدته بيلا أول من قدم تبرعًا شخصيًا بقيمة مليون دولار إلى منظمة الطريق الموحد. نقش اسميهما على الرخام ويتم عرضهما في بهو المقر الرئيسي لمنظمة United Way في الإسكندرية بولاية فيرجينيا.
أدرجت مجلة فوربس ويكسنر في عام 2017 باعتباره الأغنى بين سبعة مليارديرات من ولاية أوهايو الذين وردت أسماؤهم في القائمة. كان أحد الممولين الرئيسيين لمركز ويكسنر للفنون في جامعة ولاية أوهايو، والذي سمي تكريمًا لوالده.
وأوضح ويكسنر أنه "بسبب تنقل والدي كثيرًا أثناء نشأتي، ولم أحصل أبدًا على تعليم يهودي جيد"، فقد شعر بعدم استعداده لتولي أدوار قيادية في المجتمع اليهودي. لذا، في عام 1985، انضم إلى الحاخام هربرت أ. فريدمان لتأسيس أول برنامج أساسي لمؤسسة ويكسنر، والذي كان يهدف إلى "تثقيف قادة المجتمع اليهودي حول تاريخ الشعب اليهودي وفكره وتقاليده والتحديات المعاصرة التي يواجهها".

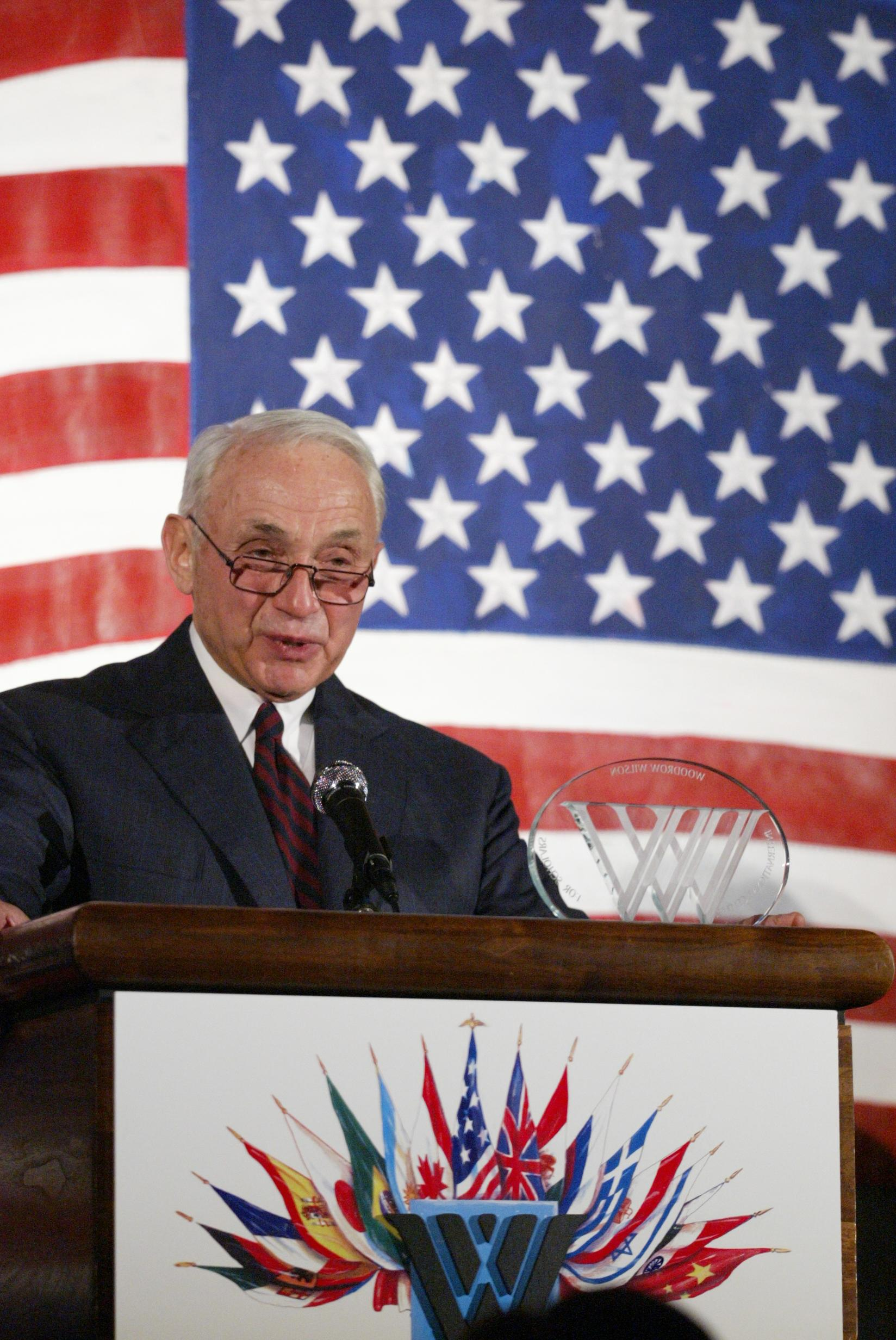
ويكسنر يتسلم جائزة وودرو ويلسون في عام 2004

في عام 1991، أسس ويكسنر مع الملياردير تشارلز برونفمان مجموعة الدراسة، والتي تُعرف على نطاق واسع باسم مجموعة ميجا.  كانت المجموعة عبارة عن نادٍ منظم بشكل فضفاض لبعض أغنى رجال الأعمال وأكثرهم نفوذاً في البلاد والذين كانوا مهتمين بالقضايا اليهودية. وكان ماكس فيشر، ومايكل شتاينهاردت، وليونارد أبرامسون، وإدغار برونفمان، ولورانس تيش من بين الأعضاء. كانت المجموعة تجتمع مرتين في السنة لمدة يومين في ندوات تتعلق بموضوع العمل الخيري واليهودية. في عام 1998، تحدث ستيفن سبيلبرغ عن رحلته الدينية الشخصية. وقد ألهمت المجموعة، التي شارك ويكسنر في رئاستها مع تشارلز برونفمان، عددًا من المبادرات الخيرية مثل الشراكة من أجل التميز في التعليم اليهودي، وبرنامج حق الولادة في إسرائيل، وترقية هيليل الوطني.
خدم ويكسنر في مجلس أمناء جامعة ولاية أوهايو من عام 1988 إلى عام 1997. في ديسمبر 2005، عين ويكسنر لفترة ولايته الثانية وانتخب رئيسًا في عام 2009. أُعلن في يونيو 2012 أن رئاسة ويكسنر ستنتهي، قبل ثماني سنوات من انتهاء فترة تعيينه.
في 11 مايو/أيار 2004، حصل ويكسنر على جائزة وودرو ويلسون للمواطنة المؤسسية في حفل عشاء أقيم في كولومبوس. قدمت الجائزة من قبل مركز وودرو ويلسون الدولي للعلماء التابع لمؤسسة سميثسونيان في واشنطن العاصمة.
في 16 فبراير 2011، تعهد ويكسنر بالتبرع بمبلغ 100 مليون دولار لجامعة ولاية أوهايو، والتي سيتم تخصيصها للمركز الطبي الأكاديمي التابع للجامعة ومستشفى جيمس للسرطان ومعهد سولوف للأبحاث، مع هدايا إضافية لمركز ويكسنر للفنون ومجالات أخرى. هذه الهدية هي الأكبر في تاريخ الجامعة.
من خلال مؤسسة أل براندز، تبرع لي وماركات لي بمبلغ 163.4 مليون دولار لمؤسسة كولومبوس.
في 10 فبراير 2012، قام المركز الطبي لجامعة ولاية أوهايو بتغيير اسمه رسميًا إلى المركز الطبي ويكسنر في جامعة ولاية أوهايو تخليدًا لذكرى "إرث السيد ويكسنر الذي لا يمحى من القيادة في ولاية أوهايو"، وفقًا لرئيس الجامعة إي جوردون جي، خلال أكثر من 30 عامًا من "الدعم القوي" للمؤسسة.

## الحياة الشخصية
في 23 يناير 1993، تزوج ويكسنر من أبيجيل إس. كوبل، وهي محامية. لدى الزوجين أربعة أطفال.
كان ويكسنر يعيش سابقًا في منطقة بيكسلي، وهو يعيش الآن في نيو ألباني، وهو مجتمع يقع شمال شرق كولومبوس. إنه يمتلك عقارًا مستوحى من الطراز الجورجي، مكونًا من 30 غرفة، بقيمة 47 مليون دولار، على مساحة تقارب 336 أكر (1.36 كـم2) بنى سنة 1990. كان العقار، لمدة 20 عامًا، موقعًا لسباق الجائزة الكبرى السنوي لنيو ألباني كلاسيك ويوم العائلة (عرض للفروسية) لصالح مركز سلامة الأسرة والشفاء. في فبراير 2018، أعلنت أبيجيل ويكسنر عن نهاية الحدث، مستشهدة بالعدد المتزايد من المسابقات الفروسية.
وقد عيّن جورج دبليو بوش ويكسنر ليخدم في الوفد الفخري لمرافقته إلى القدس للاحتفال بالذكرى الستين لدولة إسرائيل في مايو/أيار 2008.
عين ويكسنر كعضو فخري في فئة خريجي سفينكس رقم 104 في جامعة ولاية أوهايو في 7 مايو 2010.
في 10 فبراير 2012، صوت مجلس أمناء جامعة ولاية أوهايو على إعادة تسمية المركز الطبي لجامعة ولاية أوهايو تكريماً لويكسنر. الآن، أصبح المركز الطبي معروفًا باسم مركز ويكسنر الطبي التابع لجامعة ولاية أوهايو.

## الأنشطة السياسية
استضاف ويكسنر حملة لجمع التبرعات في عام 2012 لصالح ميت رومني  وتبرع بمبلغ 250 ألف دولار أمريكي إلى منظمة "استعادة مستقبلنا "، وهي لجنة العمل السياسي التابعة لرومني. في عام 2015، تبرع ويكسنر بمبلغ 500 ألف دولار إلى لجنة حق النهوض في الولايات المتحدة الأمريكية التي دعمت الحملة الرئاسية لجيب بوش عام 2016.
وذكرت صحيفة كولومبوس ديسباتش في 14 سبتمبر/أيلول 2018، أن ويكسنر تخلى عن انتمائه للحزب الجمهوري بسبب التغييرات في طبيعته. أدلى ويكسنر بتعليقه بعد وقت قصير من إلقاء الرئيس السابق باراك أوباما خطابًا في نفس حلقة شراكة كولومبوس التي تحدث فيها ويكسنر.

## روابط خارجية
- مؤسسة ويكسنر